# Malvína Schalková
Malvína Schalková nebo též Malva Schalek (18. února 1882 Praha – po 18. květnu 1944, nejpozději 23. března 1945 koncentrační tábor Osvětim) byla česko-rakouská židovská malířka a feministka pocházející z Prahy.

## Život
Narodila se jako nejmladší z pěti dětí v německy mluvící židovské rodině v Praze. Otec Gustav Schalek (1837–1889) pocházel z Prahy. Rodina bydlela na Ferdinandově třídě čp. 38 (dnešní Národní), kde otec vedl knihkupectví, antikvariát, obchod s hudebninami a uměleckými výrobky, který převzal po svém otci, antikváři Josefu Wolfovi Schalkovi a rozšířil. Matka Balvina/Balduina, rozená Simonová (1853–1927), pocházela z Hořic.  Po manželové smrti se podruhé provdala, za lékaře Ludwiga Schnitzlera a odstěhovala se i s dětmi do Vrchlabí.
Malvína navštěvovala Vyšší dívčí školu v Praze a dále školu ve Vrchlabí. Poté začala studovat malířství na Dámské akademii umění (Frauenakademie) v Mnichově. V roce 1910 i s matkou přesídlila do Vídně, kde pokračovala v soukromém vzdělávání a zůstala zde natrvalo. Strýc Joseph Simon (matčin bratr), vídeňský bankéř a průmyslník, jí zařídil malířský ateliér ve čtvrti Mariahilf, na Linke Wienzeile 6, přímo nad Divadlem na Vídeňce (Theater an der Wien). Tam se věnovala malbě a brzy se proslavila. V roce 1937 uspořádala ve svém ateliéru výstavu věnovanou výhradně portrétům žen, počínaje šestiletou neteří Lisou přes lékařky, novinářky a malířky až po zpěvačky.
V červenci 1938 byla nucena uprchnout před nacistickou perzekucí. Spolu se svou tetou Emmou Richterovou (rozenou Simonovou) a hospodyní Grete Kohn-Knollovou uprchla k bratrovi, Robertu Schalkovi (*1877) do Litoměřic, po okupaci Sudet do Prahy. Odtud byla 8. února 1942 deportována do koncentračního tábora Terezíně. Protože odmítla portrétovat jednoho z lékařů, kolaborujícího s nacisty, byla 18. května 1944 deportována do Osvětimi, kde byla pravděpodobně v září téhož roku, nebo nejpozději 23. března 1945 zavražděna. Během svého pobytu v Terezíně vytvořila přes sto kreseb a akvarelů každodenního života v ghettu. Ty byly uchovány v úkrytu a část z nich později Lisa Fittko předala do sbírek Ghetto Fighters' House Museum (česky Dům bojovníků ghetta) v izraelském kibucu Lochamej ha-Geta'ot v Izraeli.
Malva Schalek zemřela svobodná a bezdětná.

## Pozůstalost

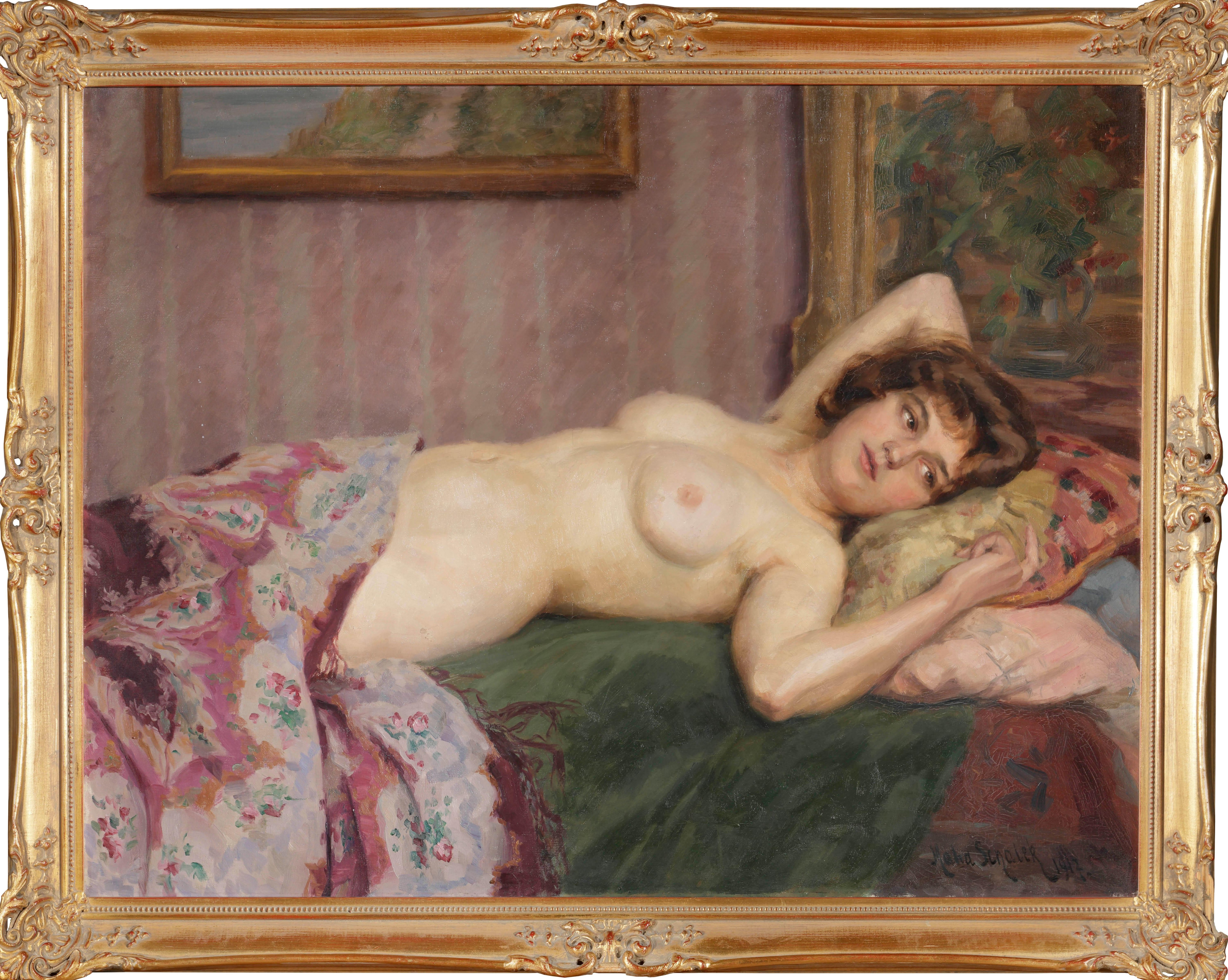
Ženský akt (1917)

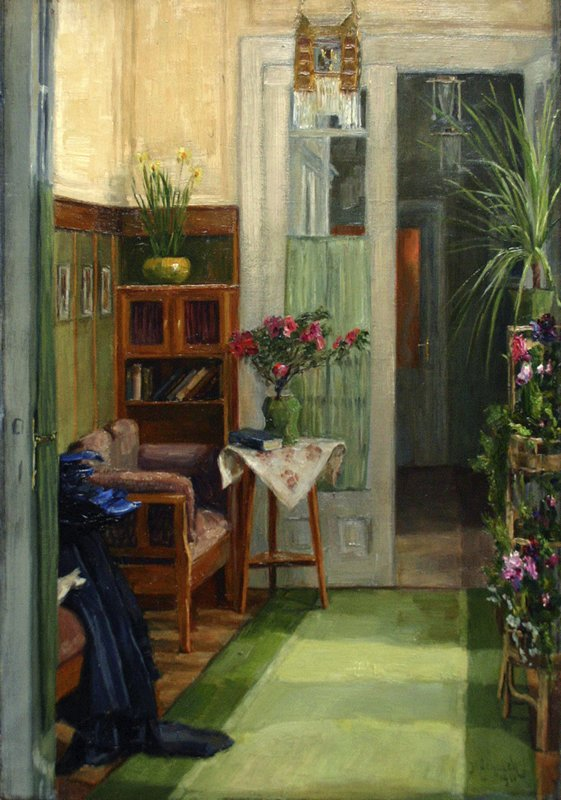
Neurčený interiér, 20.-30. léta

Uměleckou pozůstalost po válce postupně shromáždili příbuzní tří spřízněných rodin Simon-Schalek-Ekstein a zpopularizovala ji neteř Lisa Fittko, rozená Ekstein.
Všechny obrazy za války musely zůstat ve Vídni. Později bylo nalezeno jen asi 30 prací z tohoto období, z nich dva portréty přešly do Muzea města Vídně. Jeden byl na základě rozhodnutí Vídeňské restituční komise z roku 2006 v rámci reparací vrácen Malvíniným příbuzným, konkrétně olejomalba, portrét herce Maxe Pallenberga v téměř životní velikosti.

## Rodina
- sestra Olga Schalek (1879–1917)
- sestra Alice Schalek (1874–1956) – Za první světové války válečná zpravodajka a cestovatelka, před druhou světovou válkou emigrovala do USA a stáhla se do soukromí.
- bratr JUDr. Robert Šálek/Schalek (1877–1963) – Byl právníkem a spisovatelem, jako soudce předsedal prvnímu procesu s Hitlerovým jasnovidcem Hanussenem, jako žurnalista do pozdního věku psal do českých i německojazyčných novin a překládal.
- sestra Julie Schalek (1881–1959) – Provdala se za Ignaze Isaka Eksteina, s kterým měla děti Hanse a Elisabeth/Lisu Fittko.[7]
- neteř Elisabeth Ekstein (*1909 Užhorod – 2005 Chicago), provdaná Fittko – Přečkala počátek druhé světové války v Německu a ve Francii, kde s manželem Hansem Fittkem (1902–1960) pomáhali emigrantům přes hranice do Španělska, než sami emigrovali přes Kubu do USA. Napsala rodinné paměti. Restituce Malvíniných obrazů v roce 2007 se nedožila.
- synovec Bedřich (Fritz) Schalek (1913–2006), Robertův syn – Veterán druhé světové války, roku 1938 emigroval do Velké Británie, sloužil jako ženista v britské armádě a byl raněn.[8] Roku 1945 se vrátil do Československa, vstoupil do KSČ, z níž byl po roce 1968 vyloučen.
- praneteř Dr. Catherine Stodolsky, rozená Ekstein (1938 Paříž – 2009 Mnichov)[9] – Historička, po restituci zkompletovala dostupnou kolekci obrazů.

## Dílo

### Obrazy
Jejím hlavním oborem byly olejomalba a akvarel. Malovala především portréty židovské komunity, vídeňské i české, umělecké a intelektuální společnosti, také ženské akty, interiéry, zátiší a kytice. Konvolut obrazů, včetně několika rodinných portrétů, i několik kreseb z terezínského ghetta byly v letech 2014–2022 rozprodány v aukcích.
- Ida Frommer-Sonnenschein[11] s dětmi na louce, 10. léta (v majetku rodiny)
- Pokoj Richarda Strausse ve vile Josepha Simona v Bad Ischlu
- Portrét herce Maxe Pallenberga (1910), v letech 1952–2004 Muzeum města Vídně (restituce)
- Ženský akt (1917)
- Interiér vídeňského salónu herečky Kateřiny Schrattové, přítelkyně císaře Františka Josefa I., (1909); v0letech 1952–2004 v Muzeu města Vídně (restituce)[12]
- Portrét synovce Hanse Eksteina (1908–1984)
- Šestiletá Lisa a její pokojíček pro panenky (1915)
- Dívčí portréty, Portrét neurčených manželů, Zátiší s kukuřičnými klasy, Zátiší s květinami ve váze

### Kresby
Její kresby z Terezína se vyznačují střízlivým realismem. Ředitel Uměleckého muzea v Baltimoru Tom L. Freudenheim v roce 1978 kresby charakterizoval jako „snad to nejlepší a nejúplnější umělecké dílo, které přežilo holokaust“. Nalezení kreseb po osvobození tábora bylo považováno za zázrak. Převzala je Malvínina neteř Lisa Fittko, část z nich si ponechala a další předala do uměleckých sbírek Domu bojovníků ghetta v kibuci Lochamej ha-Geta'ot v Izraeli.

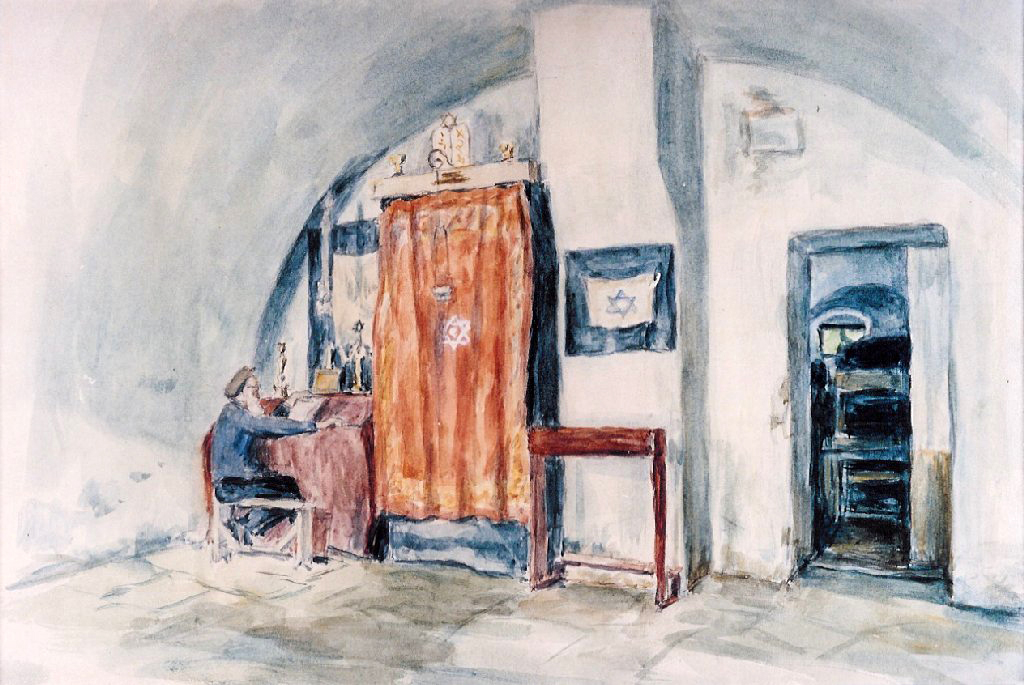
Synagoga v Terezíně, 1942–1944
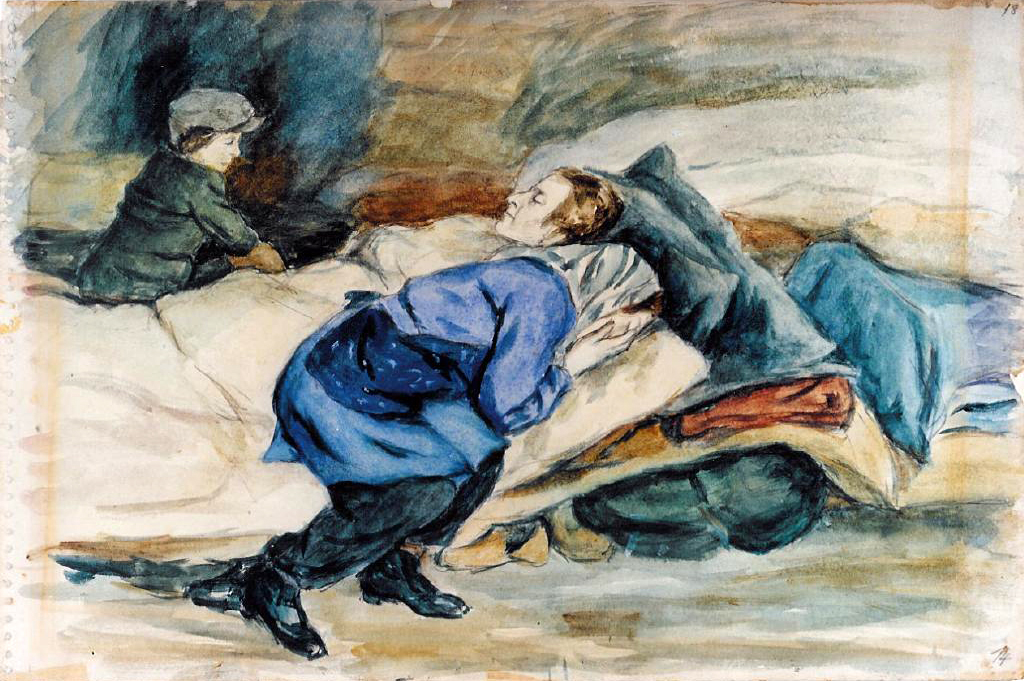
Po příjezdu do Terezína, 1942–1944
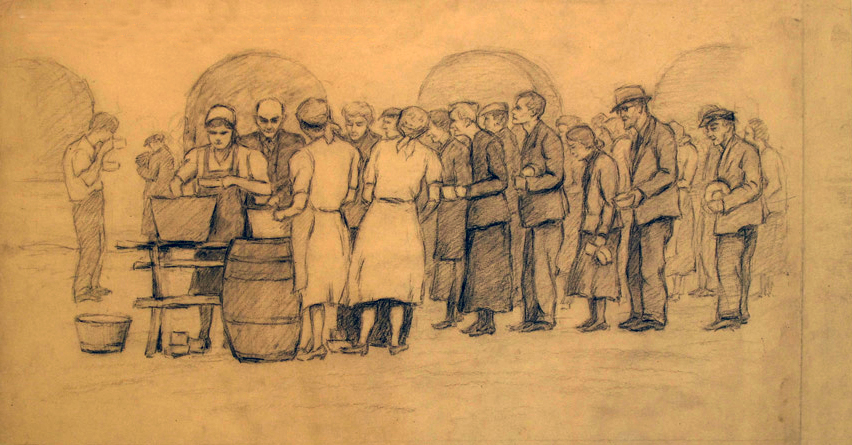
Fronta na jídlo, mezi 1942–1944
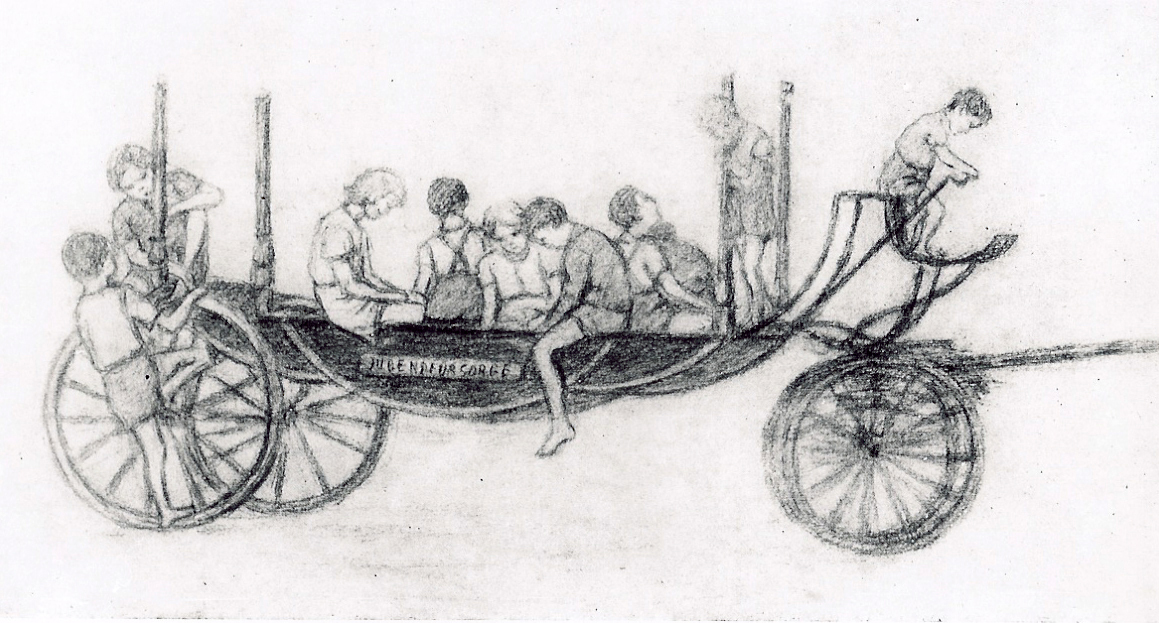
Dětské hry, 1942–1944
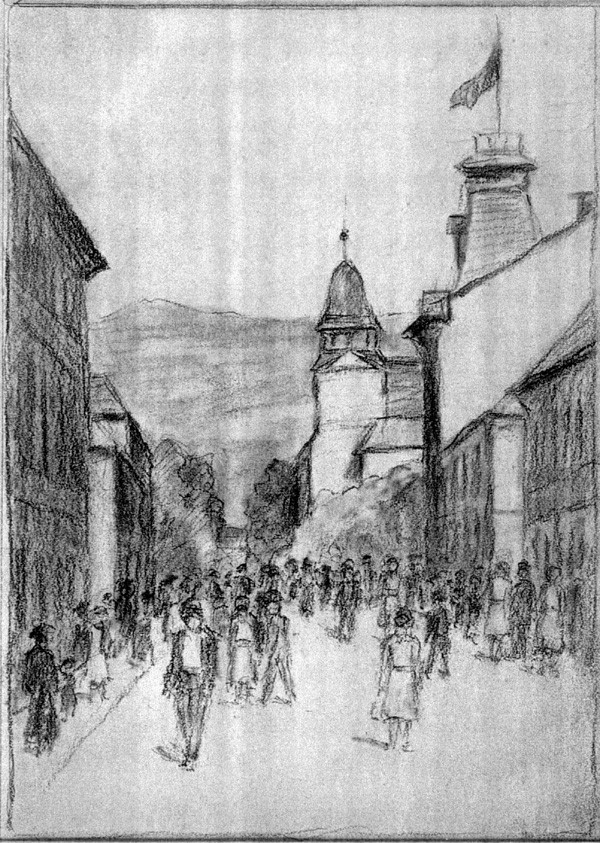
Ulice terezínského ghetta, 1942–1944